# 호지슨갈색이빨땃쥐
호지슨갈색이빨땃쥐(Episoriculus caudatus)는 땃쥐과에 속하는 포유류의 일종이다. 중국과 인도, 미얀마에서 발견된다.

## 이명
3종의 아종이 알려져 있다.
- Episoriculus caudatus caudatus
- Episoriculus caudatus sacratus
- Episoriculus caudatus umbrinus